# Henri Brulle
Pour les articles homonymes, voir Brulle.
Henri, Jean, Jacques Brulle, né le 29 janvier 1854 à Libourne (Gironde), mort à Chamonix (Haute-Savoie) le 29 août 1936, est un pyrénéiste et alpiniste français. Il est considéré comme le fondateur du pyrénéisme de difficulté.

## Biographie
Fils d'un notaire, il succède à son père et comme lui, il se passionne pour la montagne. Il fait sa première ascension dans les Pyrénées en 1874 : avec Aymar de Saint-Saud, Paul de Lafitte et les guides Sarrettes et Latapie, il monte au Vignemale et descend par l'itinéraire du prince de la Moskowa. 
En 1878, il fait la connaissance de Jean Bazillac et les deux hommes deviennent des amis inséparables. Ensemble ils font l'ascension de l'Ardiden, puis du Balaïtous, de l'Enfer, du mont Perdu. Cette même année il rencontre Célestin Passet, avec qui il formera une équipe à toute épreuve.
Le 12 août 1879, c'est la naissance du pyrénéisme de difficulté : Brulle, Bazillac et les guides Sarrettes et Bordenave réalisent la première ascension du Vignemale par le Clot de la Hount, tentée sans succès par Émilien-Sigismond Frossard en 1868. 
En 1880, ils montent au pic de Ger, à l'Ossau, au Cambalès, et au Palas par la face sud, où ils doivent renoncer près du sommet.
En 1881, avec les guides Célestin Passet et Pierre Bordenave, ils entreprennent une grande tournée de quatorze jours, où ils gravissent une vingtaine de sommets, dont tous les 3000 connus, entre Maladeta et Gavarnie. Ils réalisent au passage les premières du pic du Port d'Oo (aujourd'hui pic Jean Arlaud), de l'Astazou occidental et du Gabiétou. Pour finir, ils réalisent le tour du cirque de Gavarnie par les gradins intérieurs, des Sarradets à l'Astazou.
En 1882, Brulle, Bazillac et Célestin Passet gravissent 16 grands pics, du Canigou au Vignemale, avec deux premières, le Comaloforno et le Hourgade.
En 1883, il affronte pour la première fois les Alpes. Parti de Gavarnie avec Bazillac et Célestin Passet, il va faire, avec les guides Gaspard père et fils, la cinquième ascension de la Meije (qui est la première effectuée en un jour). Puis les Écrins, l'aiguilles d'Arves, et le mont Blanc par un très mauvais temps.
En 1885, il fait une première hivernale au Mont Perdu avec Bazillac, Célestin Passet, Haurine et Bernard. Puis une nouvelle campagne alpine, avec Bazillac et de Champeaux, l'emmène à l'Aiguille méridionale d'Arves, à la Dent Parrachée, la Grande Casse, le Grand Paradis, le mont Blanc, le Cervin, la dent Blanche, et les Drus (quatrième ascension, et première en un jour).
En 1886, de nouveau dans les Alpes, il est à la Jungfrau, Mönch, Finsteraarhorn, Bernina, Grossglockner, Pale di San Martino, Cima della Madonna...
En 1888, avec Roger de Monts et Célestin Passet, il effectue la seconde ascension du couloir Swan (dont la première avait été réalisée en 1885 par F. E. L.  Swan et Henri Passet, le cousin de Célestin).
En 1889, l'équipe Henri Brulle, Jean Bazillac, Roger de Monts, Célestin Passet et François Bernat-Salles réalise le plus grand exploit du pyrénéisme : l'ascension du couloir de Gaube : une faille étroite, sur la face nord du Vignemale, entre la Pique-Longue et le Piton Carré, à très forte pente, toujours glacée. La cordée est arrêtée par un bloc coincé couvert de glace. Célestin, armé du piolet de Brulle, qui l'a fait fabriquer spécialement (ce piolet gagne là son nom de Fleur de Gaube, taille pendant des heures plus de 1300 marches dans la glace vive. Le comte Henry Russell, qui les accueille à la sortie du couloir (et dont cette recherche de la difficulté n'est pas dans les conceptions) leur dit « La prochaine fois, il faudra le faire à reculons ». Cet exploit, qui ne sera pas renouvelé avant de nombreuses années, a un grand retentissement dans le monde pyrénéiste.
Le surlendemain, Brulle, Bazillac, de Monts et Bernat-Salles vont réaliser la seconde ascension du Mont Perdu par le nord.
En 1895, avec Célestin, Brulle réalise la première de la face nord du Taillon.
Brulle arrête sa carrière pyrénéiste en 1914. Après la mort au front de son fils, en 1918, il abandonne son étude de notaire et élève des chevaux.
En 1932, il retourne dans les Alpes et fait sa troisième ascension du mont Blanc, qu'il réitère les années suivantes.
En 1936, à 82 ans, une nouvelle ascension est arrêtée par le froid. Brulle, souffrant de gelures et de congestion pulmonaire, est hospitalisé à Chamonix, où il meurt le 29 août.
Brulle a instauré une nouvelle façon de grimper : ce n'est plus le fait d'accéder à un sommet qui l'intéresse, mais l'ascension en soi, par des voies nouvelles, plus difficiles, plus directes. Contrairement à ses prédécesseurs, Brulle n'a pas d'alibi scientifique : il n'est ni botaniste, ni naturaliste, ni géologue. Avec lui le pyrénéisme devient technique : l'usage de la corde devient systématique, le piolet court remplace le long piolet qui auparavant servait plutôt de canne à marcher que d'outil technique. Sur 274 ascensions effectuées au long de sa carrière, il compte 88 premières. Cela dit, il respectait énormément Henry Russell, figure majeure de l'âge d'or du pyrénéisme dont il se considérait comme le disciple. « Le Pyrénéisme, écrit Brulle dans Ascensions, c'est moins l'esprit sportif qui l'anime que la soif de solitude et de liberté, l'attrait du pittoresque, de l'aventure, de la pénétration dans le mystère des aspects secrets de la nature. »
Le pic Brulle, ou "pic de la Cascade central", est l'un des pitons entourant le cirque de Gavarnie.

## Sources et bibliographie
- Henri Brulle, Ascensions Alpes Pyrénées et autres lieux Recueil de textes écrits par Brulle pour la revue du C.A.F., remaniés par Henri Beraldi et Jean Arlaud et publiés en volume en 1944. Réédité par les Éditions Pyrémonde/Princi Negue (2006)
- Henri Beraldi, Cent ans aux Pyrénées, Paris, 1898-1904, sept volumes in-8°. Rééditions par « Les Amis du Livre Pyrénéen », Pau, 1977, puis par la « Librairie des Pyrénées et de Gascogne », Pau, 2001.